# پرمیسل اوتاکار یکم
اوتاکار یکم (چکی: Přemysl I. Otakar؛ حدود ۱۱۵۵–۱۲۳۰) از سال ۱۱۹۲ دوک بوهم بود و در سال ۱۱۹۸ توسط فیلیپ سوابی، در سال ۱۲۰۳ توسط اتوی چهارم و در سال ۱۲۱۲ توسط فریدریش به عنوان شاه بوهم دست یافت. او عضو دودمان پرمیسل بود.

## سال‌های نخستین

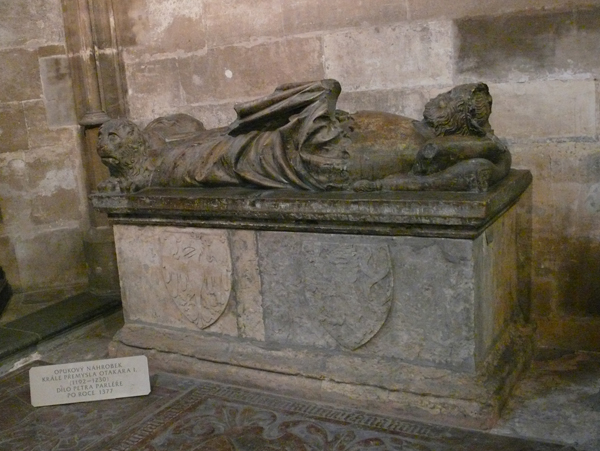
مبعد اوتکار یکم در کلیسای ویتوس

اوتاکار فرزند ولادیسلاو دوم دوک بوهم و جودیت تورینگنی بود. سال‌های نخست عمر او در هرج و مرجی که بر همهٔ امور بوهم چیره شده‌بود، گذشت. اوتاکار پس از چند درگیری نظامی در سال ۱۱۹۲ توسط هاینریش ششم امپراتور مقدس روم به عنوان حاکم بوهم تأیید شد. پس از مدتی برای پیوستن به دسیسهٔ شاهزادگان ژرمن برای برانداختن دودمان اشتاوفر دولتش را منحل کرد. در سال ۱۱۹۷ اوتاکار برادرش ولادیسلاو سوم را وادار کرد که بوهم را به او تسلیم کند و خود را به موراویا قانع کند.
اوتاکار از جنگ داخلی آلمان میان فیلیپ سوابی مدعی اشتاوفری و اتوی چهارم کاندیدای ولفی بهره برد و خود را شاه بوهم خواند. فیلیپ سوابی که حمایت نظامی چک را در برابر اتو نیاز داشت، در سال ۱۱۹۸ از این عنوان حمایت کرد.
اوتاکار در سال ۱۱۹۹ همسرش آدل‌هاید مایسنی از خاندان ویتین را طلاق داد تا با کنستانس مجاری، دختر جوان بلای سوم، ازدواج کند.
با قدرت گرفتن اتوی چهارم در سال ۱۲۰۰، اوتاکار پیمان خود با فیلیپ سوابی را لغو کرد و با حزب ولفی پیمان بست. اتو و پاپ اینوسنت سوم، اوتاکار را به عنوان شاه موروثی بوهم پذیرفتند.

## فرمان طلایی سیسیل
حملهٔ متعاقب فیلیپ به بوهم موفقیت‌آمیز بود. اوتاکار که وادار به پرداخت جریمه شده‌بود، دوباره خود را در دستهٔ هواداران فیلیپ قرار داد و مدتی بعد نیز از حامیان شاه جوان، فریدریش دوم بود. فریدریش در سال ۱۲۱۲ فرمان طلایی سیسیل را به بوهم اعطا کرد. این سند، اوتاکار و وارثان او را به عنوان شاه بوهم تصدیق می‌کرد. دیگر نیازی به انتصاب شاه توسط امپراتور نبود و تنها باید در شوراهای نزدیک به مرز بوهم حضور می‌یافت.
از سوی دیگر دوران حکومت اوتاکار، به دلیل مهاجرت ژرمن‌ها به بوهم و توسعهٔ شهرها در مناطقی که پیش از آن زمان، زمین‌های جنگلی بودند، اهمیت داشت. در سال ۱۲۲۶ اوتاکار به جنگ لئوپولد ششم اتریش رفت. دلیل این جنگ، خراب کردن معاملهٔ اوتاکار برای ازدواج دخترش اگنس با پسر فریدریش دوم توسط لئوپولد ششم بود. سپس اوتاکار تلاش کرد دخترش را به ازدواج هنری سوم انگلستان درآورد، ولی امپراتور که هنری را مخالف دودمان اشتاوفر می‌دانست، با آن مخالفت کرد. امپراتور قصد داشت خودش با اگنس ازدواج کند، ولی اگنس با نقش داشتن در ازدواجی سازمان‌یافته مخالفت کرد و با حمایت پاپ، وارد یک صومعه شد.

## خانواده

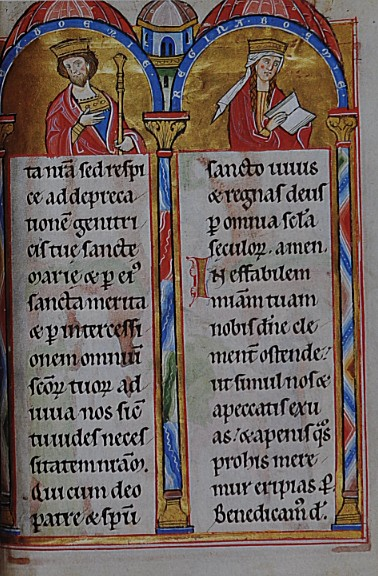
اوتاکار و کنستانس

اوتاکار نخست در سال ۱۱۷۸ با آدل‌هاید مایسنی (پس از ۱۱۶۰–۲ فوریهٔ ۱۲۱۱) ازدواج کرد که برای او چهار فرزند آورد:
- وراتیسلاو (درگذشتهٔ پیش از ۱۲۲۵).
- مارکتا (درگذشتهٔ ۲۴ مهٔ ۱۲۱۲) که با والدمار دوم شاه دانمارک ازدواج کرد.
- بوژیسلاوا (درگذشتهٔ ۶ فوریه پیش از ۱۲۳۸) که با کنت هاینریش یکم اورتنبرگ ازدواج کرد.
- هدویکا پرستار در گرنرود

در سال ۱۱۹۹ او با کنستانس مجاری (۱۱۸۱–۶ دسامبر ۱۲۴۰) ازدواج کرد و از او صاحب نه فرزند شد:
- وراتیسلاو (حدود ۱۲۰۰ - پیش از ۱۲۰۹)
- جودیت (- ۲ ژوئن ۱۲۳۰) که با دوک کرنتن ازدواج کرد.
- آنه (۱۲۰۴–۲۳ ژوئن ۱۲۶۵) که با دوک وروتسواف ازدواج کرد.
- آنژکا
- واتسلاو یکم بوهم (حدود ۱۲۰۵–۲۳ سپتامبر ۱۲۵۳) شاه بوهم
- ولادیسلاو (۱۲۰۷–۱۸ فوریهٔ ۱۲۲۷) مارگراف موراویا
- پرمیسل (۱۲۰۹–۱۶ اکتبر ۱۲۳۹) مارگراف موراویا
- ویلهلمینا (۱۲۱۰–۲۴ اکتبر ۱۲۸۱)
- اگنس مقدس (۲۰ ژانویهٔ ۱۲۱۱–۶ مارس ۱۲۸۲)